# Non deve mancare
Non deve mancare è la prima raccolta degli Studio 3. È un doppio album, contenente alcuni successi dei precedenti lavori e due inediti (Sto quasi bene e Non deve mancare, canzone che dà il titolo al disco). Inoltre, sono presenti alcune versioni spagnole di alcune canzoni ed alcune versioni dell’album forse un angelo (versione 2010)

## Tracce
CD.1
1. Sto quasi bene
2. Solo te
3. Forse un angelo
4. Potrei (summer mix)
5. Non ci sei
6. Lentamente
7. Alice
8. Voci su voci
9. Per te
10. Mentre nevica
11. Non lo dico lo prometto
12. Sai cos'è
13. Amore incontenibile
14. Bonus Track Video “Backstage” Part One

CD.2
1. Non deve mancare
2. Uomini di gomma
3. E poi… così (new version)
4. Cambierà… l'aria
5. Scusa se
6. Hotel sulla A3
7. Di più
8. Lentamente (Spanish version)
9. Un angel en ti (Spanish version)
10. Ahora lo se (Spanish version)
11. Medley acustico live
12. Bonus Track Video “Backstage” Part Two

## Andamento nella classifica italiana degli album
| Settimana | 01 | 02 | 03 | 04 | 05 | 06  | 07 | 08 |
| Posizione | 75 | 79 | 85 | 80 | 89 | 100 | -  | 94 |